# Rubraea violarum
Rubraea violarum is een vlinder uit de familie van de Nymphalidae. De wetenschappelijke naam van de soort is voor het eerst gepubliceerd in 1847 door Jean Baptiste Boisduval.

## Verspreiding
De soort komt voor in de graslanden en savannes van Angola, Mozambique, Zimbabwe, Zuid-Afrika en Eswatini.

## Waardplanten
De rups leeft op Basananthe sandersonii (Harv.) W.J.de Wilde (Passifloraceae).

## Ondersoorten
- Rubraea violarum violarum (Boisduval, 1847) (Mozambique, Zuid-Afrika, Eswatini)
- Rubraea violarum gracilis (Wichgraf, 1909) (Zimbabwe)
  - = Acraea violarum gracilis Wichgraf, 1909
  - = Acraea nataliensis Angas, 1849
- Rubraea violarum anchietai (Mendes & Bivar-de-Sousa, 2017) (Angola)
  - = Acraea violarum anchietai Mendes & Bivar-de-Sousa, 2017